# Francisco Zea (poeta)
Francisco Zea (Madrid, 2 de abril de 1825-Madrid, 8 de agosto de 1857) fue un poeta español.

## Biografía
Se la hace nacido en Madrid, en 1824 o 1825. Ossorio y Bernard describe su existencia como un «conjunto de penalidades y sinsabores». Fue redactor de El Observador y El Orden, además de colaborador del Semanario Pintoresco Español. Usó los seudónimos de «El bachiller Sansón Carrasco» y «El lazarillo de Tormes». Fallecido en su ciudad natal en agosto de 1857, tras su muerte el Estado costeó una edición de sus obras.

## Obras
- Noche y día de aventuras, o los galanes duendes :comedia de capa y espada, en tres jornadas / escrita por D. Francisco Zea (Madrid : Imprenta de Vicente de Lalama, 1848, 30 p.), facsímil digital en Biblioteca Virtual del Patrimonio Bibliográfico..
- El diablo alcalde: imitacion de los antiguos entremeses / el bachiller Sanson Carrasco (Madrid : Imprenta de Vicente de Lalama, 1854, 3 p.), facsímil digital en Biblioteca Virtual del Patrimonio Bibliográfico.